# Kaustika

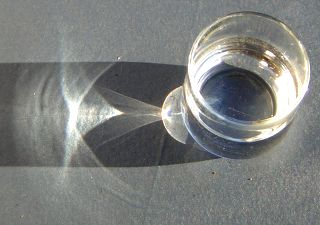
Kaustika při sklenici s vodou při slunečním osvetlení

Kaustika je optický jev.

## Definice
Kaustika je obálka světelných paprsků odražených nebo zlomených nějakou zakřivenou plochou nebo předmětem. Slovo kaustika také označuje obraz této obálky paprsků na jiném povrchu.

## Kaustika v běžném životě
Běžným příkladem kaustiky je sklenice s vodou, na kterou svítí slunce. Sklenice vrhá stín a zároveň vytváří zakřivenou oblast velice jasného světla.

## Kaustika a počítačová grafika
Většina moderních programů pro 3D grafiky a renderovacích systémů běžně pracuje s kaustikou. Některé z nich podporují i objemovou kaustiku.